# Fire of Love
Fire of Love è il primo album del gruppo musicale punk rock statunitense The Gun Club, pubblicato nel 1981.

## Tracce
Tutti i brani sono di Jeffrey Lee Pierce, eccetto dove specificato.
1. Sex Beat - 2:47
2. Preaching the Blues - 4:01 (Robert Johnson/Son House/Jeffrey Lee Pierce)
3. Promise Me - 2:37
4. She's Like Heroin to Me - 2:36
5. For the Love of Ivy  - 5:36 (Jeffrey Lee Pierce/Kid Congo Powers)
6. Fire Spirit - 2:52
7. Ghost on the Highway - 2:46
8. Jack on Fire - 4:45
9. Black Train - 2:12
10. Cool Drink of Water - 6:18 (Tommy Johnson/Jeffrey Lee Pierce)
11. Goodbye Johnny - 3:46

## Musicisti
- Jeffrey Lee Pierce - voce, chitarra slide
- Rob Ritter - basso
- Ward Dotson - chitarra, chitarra slide
- Terry Graham - batteria

### Collaboratori
- Tito Larriva - Violino in Promise Me
- Chris D. - cori in Jack on Fire
- Lois Graham - cori in Jack on Fire